# انحلال (شیمی)

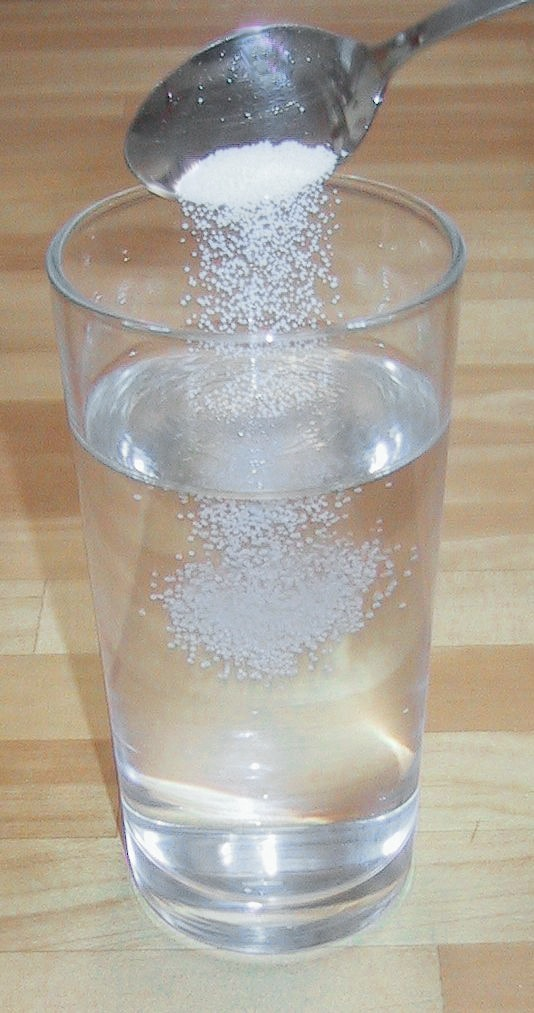
آب نمک نتیجه انحلال نمک در آب است.

انحلال (به انگلیسی: Dissolution) فرایند حل شدن مواد در داخل یک حلال نظیر آب است. محصول این پدیده یک محلول نامیده می‌شود.
حلال می‌تواند جامد، مایع یا گاز باشد. قوانین ترمودینامیک در پروسهٔ انحلال تعیین‌کننده هستند، از جمله دمای حلال و آنتروپی محلول.
به‌طور کلی محلول‌ها به ۳ دسته سیر نشده سیرشده و فراسیر شده تقسیم می‌شوند که به ترتیب کم تر از حد سیرشدگی مساوی با حد سیرشدگی و بیشتر از حد سیرشدگی دارای حل شونده هستند.
حد سیرشدگی هم حداکثر حل شونده قابل حل کردن در جرم مشخصی از حلال با دمای مشخص است.
از نظر زمین‌شناختی، انحلال جزء مراحل اولیه فرایند هوازدگی است.